# Seigó Narazaki
Seigó Narazaki (* 15. duben 1976) je japonský fotbalista.

## Reprezentace
Seigó Narazaki odehrál 77 reprezentačních utkání. S japonskou reprezentací se zúčastnil Mistrovství světa 1998, 2002, 2006, 2010.

## Statistiky
| Japonsko | Japonsko | Japonsko |
| Roky     | Záp.     | Góly     |
| -------- | -------- | -------- |
| 1998     | 2        | 0        |
| 1999     | 3        | 0        |
| 2000     | 9        | 0        |
| 2001     | 1        | 0        |
| 2002     | 10       | 0        |
| 2003     | 12       | 0        |
| 2004     | 9        | 0        |
| 2005     | 4        | 0        |
| 2006     | 0        | 0        |
| 2007     | 1        | 0        |
| 2008     | 12       | 0        |
| 2009     | 6        | 0        |
| 2010     | 8        | 0        |
| Celkem   | 77       | 0        |